# 1817 au Bas-Canada
Cet article traite des événements survenus en 1817 au Bas-Canada. 

## Événements
- 15 janvier : ouverture de la Neuvième législature du Bas-Canada.
- Avril : accord naval Rush-Bagot (en), qui limite la présence navale américaine et britannique sur les Grands Lacs.
- 14 juin : relance du journal Le Canadien soutenu par le Parti canadien.
- 4 juillet : établissement du vicariat apostolique d'Halifax à partir du Diocèse de Québec. Edmund Burke en est son premier évêque.
- Août : première édition de la Gazette des Trois-Rivières fondé par Ludger Duvernay.
- 2 octobre : Premier service de traversier entre Québec et Lévis effectué par un bateau à vapeur appelé le Lauzon[1].
- 3 novembre : fondation de la Banque de Montréal. Elle devient la plus puissante institution financière du pays au XIXe siècle.
- Lord Selkirk recrute une centaine de soldats à Montréal pour rétablir la colonie d’Assiniboia attaquée par les métis. La colonie de la Rivière Rouge est pacifiée et l’arrivée de missionnaires catholiques l’année suivante apporte au pays un nouveau gage de paix grâce au prestige qui acquièrent sur les métis.
- Sept employés de la Compagnie du Nord-Ouest subissent une tragédie en perdant leur canot et équipement sur un rapide du fleuve Columbia. Il n'y aura qu'un seul survivant de cette  mésaventure. Le rapide est nommé Dalles des Morts.

## Naissances
- 22 janvier : Luther Hamilton Holton, politicien.
- 29 janvier : John Palliser, explorateur.
- 10 avril : John Poupore, politicien.
- 17 avril : Georges-Honoré Simard, politicien.
- 7 juillet : Louis Riel, Sr. (en), chef métis et père de Louis Riel.
- 6 septembre : Alexander Tilloch Galt, homme d'affaires et père de la confédération.
- 8 novembre : Théophile Hamel, artiste peintre.
- 28 décembre : Jean-Baptiste Daoust, politicien.
- William Kirby, écrivain et politicien.

## Décès
- 30 novembre : Jean-Baptiste-Melchior Hertel de Rouville, politicien.